# West Marshland (Wisconsin)
West Marshland es un pueblo ubicado en el condado de Burnett en el estado estadounidense de Wisconsin. En el Censo de 2010 tenía una población de 367 habitantes y una densidad poblacional de 1,93 personas por km².

## Geografía
West Marshland se encuentra ubicado en las coordenadas 45°51′54″N 92°37′27″O / 45.86500, -92.62417. Según la Oficina del Censo de los Estados Unidos, West Marshland tiene una superficie total de 190.17 km², de la cual 179.81 km² corresponden a tierra firme y (5.45%) 10.36 km² es agua.

## Demografía
Según el censo de 2010, había 367 personas residiendo en West Marshland. La densidad de población era de 1,93 hab./km². De los 367 habitantes, West Marshland estaba compuesto por el 91.55% blancos, el 1.63% eran afroamericanos, el 2.18% eran amerindios, el 0.54% eran asiáticos, el 0% eran isleños del Pacífico, el 0% eran de otras razas y el 4.09% pertenecían a dos o más razas. Del total de la población el 0.82% eran hispanos o latinos de cualquier raza.